# Солун Георгиев
Солун Георгиев ( Влахи, Пиринска Македонија, Бугарска, 1909 — Влахи, Пиринска Македонија, Бугарска, 1948) - македонски борац за уједињену и независну Македонију.

## Биографија
Георгиев је рођен 1909. године у селу Влахи, Пиринска Македонија, где су рођене и друге македонске патриоте, попут Јанета Санданског. Према сведочењу Крума Монева, Георгиев је био један од најповерљивијих и најпосвећенијих јатака илегалне чете Герасима Тодорова. Према Моневу, Георгиев је био: Македонац до фанатизма!
Георгиева су бугарске власти мучиле и испитивале у сеоској школи Влахи. Убијен је 1948. године, без суђења или казне, на најбруталнији начин.